# فرانکندورف (بوتنهایم)
فرانکندورف (به آلمانی: Frankendorf) یک منطقهٔ مسکونی در آلمان است که در بوتنهایم واقع شده‌است. فرانکندورف ۱۴۶ نفر جمعیت دارد و ۳۵۳ متر بالاتر از سطح دریا واقع شده‌است.